# Model de selecció sexual runaway de Fisher

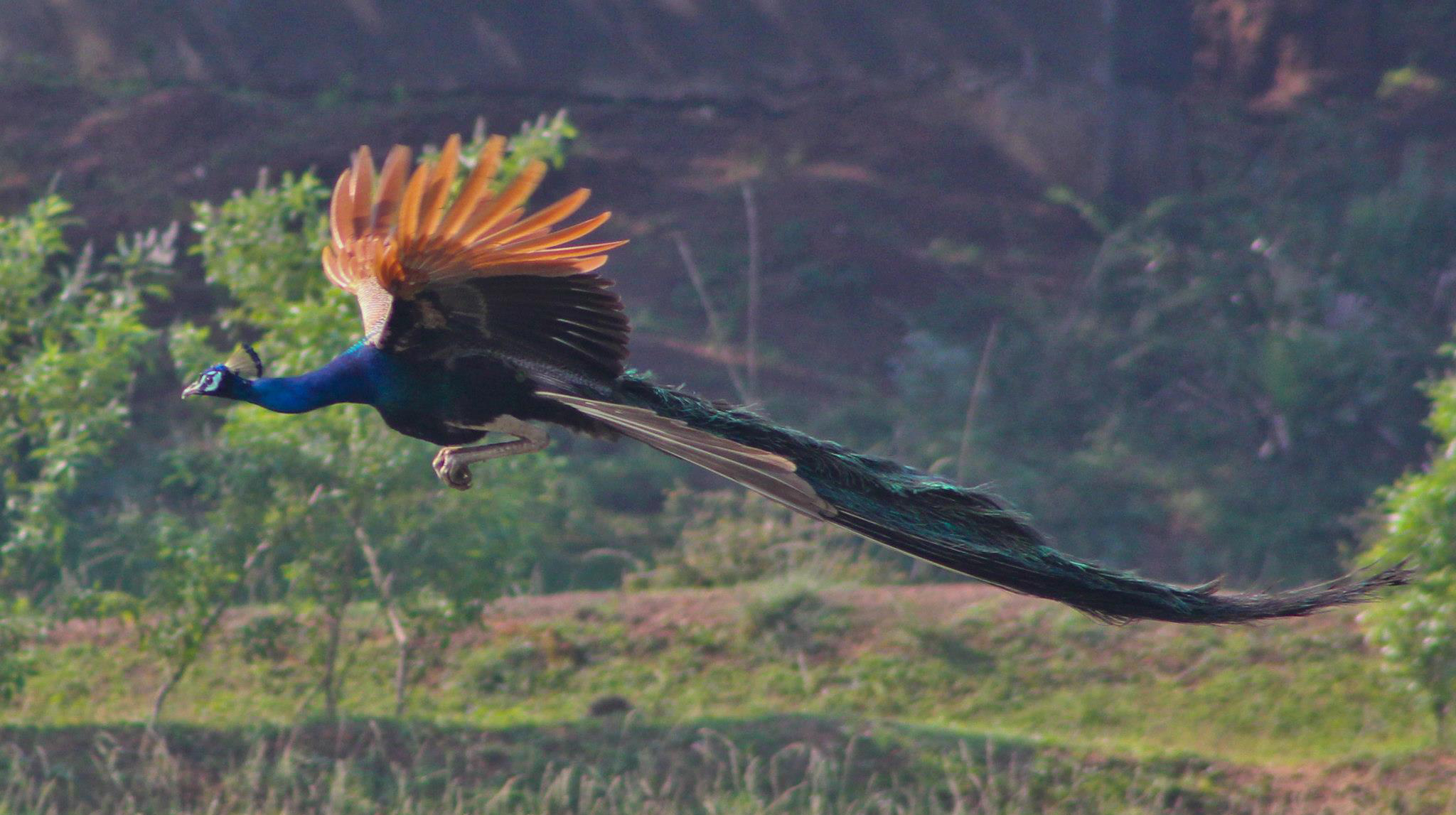
La cua del paó blau al vol, un exemple clàssic del model de selecció autoforçat de Fisher.

El model de selecció sexual runaway de Fisher, també anomenat selecció autoreforçant de Fisher o selecció autoreforçant fisheriana (Fisherian runaway, en anglès, a vegades es tradueix com a "model fisherià de selecció desbocada" o "selecció descontrolada" o "selecció en cascada"), proposat primer per l'estadístic i biòleg evolutiu britànic Ronald Fisher en els primers anys del segle xx, és un mecanisme hipotètic de selecció sexual genètica d'evolució en la preferència, per part d'un dels sexes d'una espècie (generalment les femelles), per un caràcter fenotípic (per exemple, l'ornamentació exagerada, un dels caràcters sexuals secundaris) en l'altre sexe (generalment els mascles). Aquest model tracta d'explicar, d'una banda, el comportament observat en nombroses espècies que produeixen descendents a través de la reproducció sexual i, de l'altra, els mecanismes de l'elecció femenina, la preferència o atracció de femelles pels mascles que presenten aquesta característica.
L'evolució de l'argumentació, un exemple de la qual és els plomatges acolorits i elaborats dels paons comparats amb els plomatges relativament apagats de les femelles, representava una paradoxa per als biòlegs evolutius dels anys posteriors a la mort de Charles Darwin fins a la síntesi evolutiva moderna en la dècada de 1930; la selecció per ornaments que costen apareixia als biòlegs d'aquell temps com incompatible amb la selecció natural. Fisherian runaway va ser un intent de resoldre aquesta paradoxa usant un fonament assumit per les dues influències, la preferència i també l'ornament i usant les poderoses forces de la selecció sexual com a mecanisme. Aquest model conjectura que femelles trien mascles «atractius» amb els ornaments més exagerats basats només en la possessió d'aquest ornament per aquest mascle. Segons Fisher, si la força de la preferència de femella és suficient, aquesta preferència per ornamentació exagerada en la selecció d'una parella minarà la selecció natural si l'ornamentació sexual no és d'altra banda adaptable. Fisher va conjecturar que aquesta oposició resultaria que els descendents de la propera generació de mascles tindran més possibilitat de posseir aquest ornament i les descendents femelles tindran més possibilitat de preferir aquest que la generació anterior. En les properes generacions això portaria a una selecció fora de control per un mecanisme de realimentació positiva, per mascles que tenen les decoracions més exagerades.